# Phim Hd
High Definition Video - HD Video (Tiêu chuẩn hình ảnh độ phân giải cao): là một khái niệm không mới nhưng vẫn còn tương đối xa lạ đối với những người đam mê điện ảnh. Với độ phân giải 1920x1080px (1080p) hoặc 1280x720 (720p) của HD Video, nếu so sánh với độ phân giải của DVD (720x480px) chúng ta có thể dễ dàng nhận thấy sự vượt trội về chất lượng hình ảnh của HD so với DVD. (Cần phân biệt HD Video với HD DVD: HD DVD là một dạng đĩa quang dung lượng lớn được dùng để lưu trữ nội dung HD)
Sự vượt trội về chất lượng hình ảnh của HD so với DVD (bên trái là DVD, bên phải là HD) 
Click vào ảnh để xem chi tiết

## Bộ nhớ
Lưu trữ phim HD
Với chất lượng hình ảnh cực cao, dung lượng của một bộ phim theo chuẩn HD cũng rất lớn (từ 20Gb - 40Gb, gấp 4 đến 8 lần dung lượng DVD hiện nay), vì thế phim HD thường được lưu trữ trên hai loại đĩa quang dung lượng cao là Bluray (do Hiệp hội đĩa Bluray phát triển) và HD DVD (do Toshiba phát triển). Với tuyên bố rút lui khỏi cuộc chiến giữa hai loại đĩa quang vào ngày 27 tháng 5 năm 2008 của Toshiba, kể từ nay phim HD sẽ được lưu trữ trên một loại đĩa quang duy nhất là Bluray

## HD-Rip
Sự ra đời của HD-Rip
Tuy không thể phủ nhận tính ưu việt của HD Video so với DVD, giá thành quá cao của cả đầu đọc Bluray lẫn đĩa quang Bluray đang là rào cản lớn ngăn người xem tiếp cận với tiêu chuẩn hình ảnh tiên tiến này. Trong bối cảnh đó, sự ra đời của HD-Rip là một giải pháp tương đối hoàn hảo đối với những khán giả thừa lòng đam mê điện ảnh nhưng eo hẹp về tài chính. HD-Rip là công nghệ nén dữ liệu cho phép bảo đảm chất lượng của cả hình ảnh lẫn âm thanh của nội dung HD với dung lượng chỉ từ 4Gb đến 10Gb. Theo đánh giá của đa số những người đã có cơ hội thưởng thức HD-Rip, sự chênh lệch về chất lượng giữa nội dung HD (gốc) và HD-Rip là không đáng kể.
HD-Rip đảm bảo chất lượng của nội dung HD
Trước khi HD-Rip ra đời, công nghệ nén DVD-Rip (nén nội dung trên đĩa DVD) cũng được nhiều người chọn lựa. Tuy nhiên, hạn chế lớn nhất của DVD-Rip là chỉ có thể thể hiện âm thanh Stereo (2 kênh) so với âm thanh Dolby Digital 5.1 hoặc DTS (6 kênh) của nội dung DVD gốc. HD-Rip đã giải quyết hoàn toàn hạn chế này. Tiêu chuẩn âm thanh vòm lập thể 6 kênh của HD-Rip sẽ khiến người xem có những trải nghiệm thật khó quên. Chất lượng hình ảnh tuyệt vời cùng với hiệu ứng âm thanh vòm lập thể chính là những lý do mê hoặc các tín đồ yêu công nghệ.